# Бескоспа
Бескоспа (на руски: Бескоспа, на казахски: Бесқоспа) е село, разположено в Алгински район, Актобенска област, Казахстан. Населението му през 2009 година е 318 души.

## Население
През 1999 година населението на селото е 321 души (164 мъже и 157 жени). През 2009 година населението му е 318 души (164 мъже и 154 жени).